# Chlorek niklu(II)
Chlorek niklu(II) – nieorganiczny związek chemiczny, sól kwasu solnego i niklu na II stopniu utlenienia.

## Właściwości
Bezwodny chlorek niklu ma barwę żółtą, sześciowodny (NiCl
2·6H
2O) jest zielony. Bardzo dobrze rozpuszczalny w wodzie.
| Forma       | Wzór         | Masa molowa (g/mol) | Numer CAS  |
| ----------- | ------------ | ------------------- | ---------- |
| hemihydrat  | NiCl 2·½H 2O | 138,60              | 70258-83-2 |
| monohydrat  | NiCl 2·H 2O  | 147,61              | 15859-42-4 |
| dihydrat    | NiCl 2·2H 2O | 165,63              | 17638-48-1 |
| trihydrat   | NiCl 2·3H 2O | 183,64              | 12410-15-0 |
| tetrahydrat | NiCl 2·4H 2O | 201,66              | 34304-82-0 |
| heksahydrat | NiCl 2·6H 2O | 237,69              | 7791-20-0  |
| heptahydrat | NiCl 2·7H 2O | 255,70              | 52780-21-9 |

## Zastosowanie
Znajduje zastosowanie jako zaprawa farbiarska, w galwanotechnice oraz jako katalizator w syntezie organicznej.